# Benedict Chepeshi
Benedict Chepeshi (Ndola, Zambia, 10 de junio de 1996) es un futbolista zambiano. Juega de defensa y su equipo es el ZESCO United F. C. de la Primera División de Zambia.

## Selección nacional
Es internacional absoluto por la selección de Zambia. Debutó el 4 de julio de 2015 en la victoria por 2-1 sobre Namibia por el Campeonato Africano de Naciones de 2016.

### Participaciones en copas continentales
| Copa                                    | Sede      | Resultado        |
| --------------------------------------- | --------- | ---------------- |
| Campeonato Africano de Naciones de 2016 | Ruanda    | Cuartos de final |
| Campeonato Africano de Naciones de 2020 | Camerún   | Cuartos de final |
| Copa COSAFA 2021                        | Sudáfrica | Fase de grupos   |
| Copa COSAFA 2022                        | Sudáfrica | Campeón          |

## Clubes
| Club                        | País   | Año           |
| --------------------------- | ------ | ------------- |
| Red Arrows F. C.            | Zambia | 2015-presente |
| ZESCO United F. C. (cedido) | Zambia | 2024-presente |

## Palmarés

### Títulos nacionales
| Título                     | Club       | País   | Año     |
| -------------------------- | ---------- | ------ | ------- |
| Primera División de Zambia | Red Arrows | Zambia | 2021-22 |

### Títulos internacionales
| Título      | Equipo              | Sede      | Año  |
| ----------- | ------------------- | --------- | ---- |
| Copa COSAFA | Selección de Zambia | Sudáfrica | 2022 |